# 7358 Oze
A 7358 Oze (ideiglenes jelöléssel 1995 YA3) egy földközeli kisbolygó. Kobajasi Takao fedezte fel 1995. december 27-én.